# Arbeitsgericht Waldmohr
Das Arbeitsgericht Waldmohr war ein bayerisches Arbeitsgericht mit Sitz in Waldmohr.

## Geschichte
Gemäß Arbeitsgerichtsgesetz vom 23. Dezember 1926 wurden in Deutschland Arbeitsgerichte gebildet. Diese waren nur in der ersten Instanz organisatorisch selbstständige Gerichte, die Landesarbeitsgerichte waren den Landgerichten zugeordnet. Am Landgericht Zweibrücken entstand so 1927 das Landesarbeitsgericht Zweibrücken als eines von 23 Landesarbeitsgerichten in Bayern. In Waldmohr entstand das Arbeitsgericht Waldmohr als eines von vier Arbeitsgerichten des Landesarbeitsgerichts. Sein Sprengel umfasste den Gerichtsbezirk des Amtsgerichts Waldmohr. Es bestand eine allgemeine Kammer für Arbeiter und Angestellte und eine Kammer für das Handwerk.
Bereits 1929 wurde die Zahl der Arbeitsgerichte deutlich reduziert. Das Arbeitsgericht Waldmohr wurde aufgehoben und sein Sprengel dem Arbeitsgericht Zweibrücken zugeordnet.